# میخایلو ایشچنکو
میخایلو ایشچنکو (اوکراینی: Михайло Олексійович Іщенко؛ زادهٔ ۱۹ مهٔ ۱۹۵۰) بازیکن هندبال اهل اتحاد جماهیر شوروی سوسیالیستی بود.